# Ancistrocarpus bequaertii
Ancistrocarpus bequaertii là một loài thực vật có hoa trong họ Cẩm quỳ. Loài này được De Wild. mô tả khoa học đầu tiên năm 1932.